# Discografia de Luis Fonsi

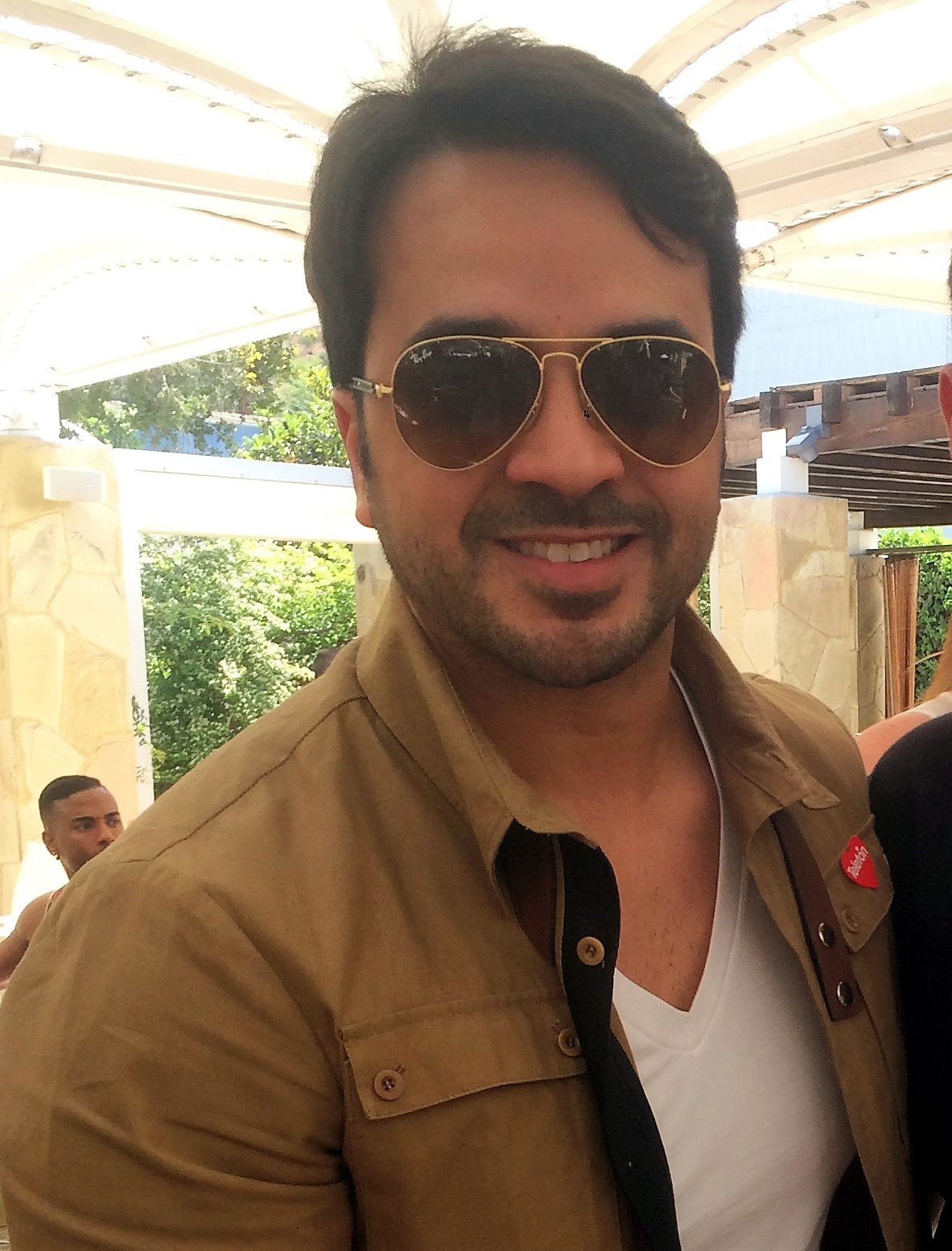
Luis Fonsi, em 2015

A discografia do cantor porto-riquenho Luis Fonsi consiste em oito álbuns de estúdio, um álbum em inglês, seis álbuns de compilação, um álbuns de remix, dois EPs, seis álbuns de vídeo e 34 singles. O artista no total já vendeu aproximadamente 3 milhões de discos.

## Álbuns de estúdio
| Título                                                                                  | Informações | Posição | Posição       | Posição       | Posição | Posição | Posição | Vendas                                                                    | Certificações |
| Título                                                                                  | Informações | EUA 200 | EUA Latin Pop | EUA Top Latin | ESP     | MÉX     | VEN     | Vendas                                                                    | Certificações |
| --------------------------------------------------------------------------------------- | --- | ------- | ------------- | ------------- | ------- | ------- | ------- | ------------------------------------------------------------------------- | --- |
| Comenzaré                                                                               | - Lançamento: 15 de Setembro de 1998 - Gravadora: Universal Music Latino - Formato: Cassete, CD                | —       | 12            | 27            | —       | —       | —       | - EUA: 100.000 - MUN: 200.000                                             | - EUA: Platina |
| Eterno                                                                                  | - Lançamento: 20 de Junho de 2000 - Gravadora: Universal Music Latino - Formato: Cassete, CD                   | —       | 2             | 6             | —       | —       | —       | - EUA: 100.000 - MUN: 300.000                                             | - EUA: Platina |
| Amor Secreto                                                                            | - Lançamento: 12 de Março de 2002 - Gravadora: Universal Music Latino - Formato: Cassete, CD                   | 109     | 1             | 1             | —       | —       | —       | - EUA: 100.000 - MUN: 400.000                                             | - EUA: Platina |
| Abrazar la Vida                                                                         | - Lançamento: 28 de Outubro de 2003 - Gravadora: Universal Music Latino - Formato: Cassete, CD                 | 138     | 3             | 3             | —       | —       | —       | - EUA: 100.000 - MUN: 400.000                                             | - EUA: Platina |
| Paso a Paso                                                                             | - Lançamento: 12 de Julho de 2005 - Gravadora: Universal Music Latino - Formato: Cassete, CD, download digital | 62      | 2             | 2             | 7       | —       | —       | - EUA: 100.000 - MUN: 450.000                                             | - ESP: Ouro - EUA: Platina - PUR: Platina - VEN: Ouro                                                                  |
| Palabras del Silencio                                                                   | - Lançamento: 26 de Agosto de 2008 - Gravadora: Universal Music Latino - Formato: CD, DVD, download digital    | 15      | 1             | 1             | 2       | 9       | —       | - ARG: 20.000 - ESP: 80.000 - EUA: 100.000 - MÉX: 40.000 - MUN: 1.500.000 | - AMCEN: Ouro - ARG: Ouro - CHI: Platina - ESP: Platina - EUA: Platina - MÉX: Ouro - PUR: 2x Platina - VEN: 2x Platina |
| Tierra Firme                                                                            | - Lançamento: 28 de Junho de 2011 - Gravadora: Universal Music Latino - Formato: CD, download digital          | 56      | 1             | 1             | 1       | 32      | 1       | - MUN: 450.000                                                            | - CHI: Ouro - ESP: Ouro - EUA: Ouro - VEN: Ouro                                                                        |
| 8                                                                                       | - Lançamento: 19 de Maio de 2014 - Gravadora: Universal Music Latino - Formato: CD, DVD, download digital      | 60      | 2             | 2             | 4       | —       | —       |                                                                           | - ARG: Ouro - CHI: Ouro                                                                                                |
| Vida                                                                                    | - Lançamento: 28 de Fevereiro de 2019 - Gravadora: Universal Music Latino - Formato: CD, download digital      | 18      | 1             | 1             | 1       | —       | —       | - BRA: 320.000 - EUA: 1.320.000                                           | - BRA: 2x Diamante - EUA: 16x Platina                                                                                  |
| "—" denota lançamentos que não se classificaram ou não foram lançados nesse território. | |         |               |               |         |         |         |                                                                           | |

## Álbuns em inglês
| Título            | Informações                                                                      | Vendas         |
| ----------------- | -------------------------------------------------------------------------------- | -------------- |
| Fight the Feeling | - Lançamento: 2 de Julho de 2002 - Gravadora: MCA Records - Formato: Cassete, CD | - MUN: 200.000 |

## Álbuns de compilação
| Título                                                                                  | Informações                                                                                               | Posição | Posição       | Posição       | Posição | Posição | Vendas         |
| Título                                                                                  | Informações                                                                                               | EUA 200 | EUA Latin Pop | EUA Top Latin | ESP     | SWZ     | Vendas         |
| --------------------------------------------------------------------------------------- | --- | ------- | ------------- | ------------- | ------- | ------- | -------------- |
| Exitos 98:06                                                                            | - Lançamento: 21 de Novembro de 2006 - Gravadora: Universal Music Latino - Formato: CD, download digital  | 192     | 7             | 11            | 34      | —       | - MUN: 250.000 |
| 6 Super Hits                                                                            | - Lançamento: 17 de Novembro de 2009 - Gravadora: Universal Music Latino - Formato: CD, download digital  | —       | 9             | 34            | —       | —       |                |
| Romances                                                                                | - Lançamento: 29 de Janeiro de 2013 - Gravadora: Universal Music Latino - Formato: CD, download digital   | —       | 15            | 41            | —       | —       |                |
| Lo Mejor de Luis Fonsi                                                                  | - Lançamento: 27 de Outubro de 2014 - Gravadora: Universal Music Latino - Formato: CD, download digital   | —       | 17            | —             | —       | —       |                |
| 2en1                                                                                    | - Lançamento: 17 de Fevereiro de 2017 - Gravadora: Universal Music Latino - Formato: CD, download digital | —       | —             | —             | —       | —       |                |
| Despacito & Mis Grandes Éxitos                                                          | - Lançamento: 16 de Junho de 2017 - Gravadora: MCA Records - Formato: CD, download digital                | —       | —             | —             | —       | 54      |                |
| "—" denota lançamentos que não se classificaram ou não foram lançados nesse território. | |         |               |               |         |         |                |

## Álbuns de remix
| Título  | Informações                                                                         | Vendas         |
| ------- | ----------------------------------------------------------------------------------- | -------------- |
| Remixes | - Lançamento: 17 de Abril de 2001 - Gravadora: Universal Music Latino - Formato: CD | - MUN: 100.000 |

## EPs
| Título                  | Informações                                                                                              |
| ----------------------- | --- |
| Exitos Eternos: Remixes | - Lançamento: 12 de Dezembro de 2006 - Gravadora: Universal Music Latino - Formato: CD, download digital |
| Deluxe Selection        | - Lançamento: 23 de Janeiro de 2007 - Gravadora: Universal Music Latino - Formato: CD, download digital  |

## Singles

### Como artista principal
| Single                                                                                  | Ano  | Posição | Posição   | Posição       | Posição | Posição | Posição | Posição | Posição | Posição | Posição | Posição | Certificações | Álbum                 |
| Single                                                                                  | Ano  | EUA 100 | EUA Latin | EUA Latin Pop | AUS     | CAN     | ESP     | FRA     | MÉX     | SWE     | SWI     | UK      | Certificações | Álbum                 |
| --------------------------------------------------------------------------------------- | ---- | ------- | --------- | ------------- | ------- | ------- | ------- | ------- | ------- | ------- | ------- | ------- | --- | --------------------- |
| "Díme Como"                                                                             | 1998 | —       | 23        | 12            | —       | —       | —       | —       | —       | —       | —       | —       | | Comenzaré             |
| "Perdóname"                                                                             | 1998 | —       | 17        | 9             | —       | —       | —       | —       | —       | —       | —       | —       | | Comenzaré             |
| "Si Tú Quisieras"                                                                       | 1999 | —       | 9         | 3             | —       | —       | —       | —       | —       | —       | —       | —       | | Comenzaré             |
| "Me Iré"                                                                                | 1999 | —       | 19        | 8             | —       | —       | —       | —       | —       | —       | —       | —       | | Comenzaré             |
| "Imagíname Sin Tí"                                                                      | 2000 | —       | 1         | 2             | —       | —       | —       | —       | —       | —       | —       | —       | | Eterno                |
| "No te Cambio por Ninguna"                                                              | 2000 | —       | 28        | 13            | —       | —       | —       | —       | —       | —       | —       | —       | | Eterno                |
| "Mi Sueño"                                                                              | 2001 | —       | 27        | 15            | —       | —       | —       | —       | —       | —       | —       | —       | | Eterno                |
| "Eterno"                                                                                | 2001 | —       | —         | 34            | —       | —       | —       | —       | —       | —       | —       | —       | | Eterno                |
| "Seria Facil"                                                                           | 2001 | —       | —         | 27            | —       | —       | —       | —       | —       | —       | —       | —       | | Eterno                |
| "Quisiera Poder Olvidarme de Tí"                                                        | 2002 | —       | 3         | 2             | —       | —       | —       | —       | —       | —       | —       | —       | | Amor Secreto          |
| "Amor Secreto"                                                                          | 2002 | —       | 35        | 18            | —       | —       | —       | —       | —       | —       | —       | —       | | Amor Secreto          |
| "Te Vás"                                                                                | 2002 | —       | 25        | 15            | —       | —       | —       | —       | —       | —       | —       | —       | | Amor Secreto          |
| "Secret"                                                                                | 2002 | —       | —         | —             | —       | —       | —       | —       | —       | —       | —       | —       | | Fight the Feeling     |
| "¿Quién Te Dijo Eso?"                                                                   | 2003 | —       | 17        | 2             | —       | —       | —       | —       | —       | —       | —       | —       | | Abrazar la Vida       |
| "Abrazar la Vida"                                                                       | 2003 | —       | 1         | 3             | —       | —       | —       | —       | —       | —       | —       | —       | | Abrazar la Vida       |
| "Por Ti Podría Morir"                                                                   | 2004 | —       | 29        | 18            | —       | —       | —       | —       | —       | —       | —       | —       | | Abrazar la Vida       |
| "Nada Es Para Siempre"                                                                  | 2005 | 90      | 1         | 14            | —       | —       | —       | —       | —       | —       | —       | —       | | Paso a Paso           |
| "Estoy Perdido"                                                                         | 2005 | —       | 9         | 9             | —       | —       | —       | —       | —       | —       | —       | —       | | Paso a Paso           |
| "Vivo Muriendo"                                                                         | 2006 | —       | —         | 22            | —       | —       | —       | —       | —       | —       | —       | —       | | Paso a Paso           |
| "Por una Mujer"                                                                         | 2006 | —       | 16        | 4             | —       | —       | —       | —       | —       | —       | —       | —       | | Paso a Paso           |
| "Paso a Paso"                                                                           | 2006 | —       | —         | 32            | —       | —       | —       | —       | —       | —       | —       | —       | | Paso a Paso           |
| "Tu Amor"                                                                               | 2006 | —       | 1         | 1             | —       | —       | —       | —       | —       | —       | —       | —       | | Éxitos 98:06          |
| "No Me Doy Por Vencido"                                                                 | 2008 | 92      | 1         | 1             | —       | —       | 5       | —       | —       | —       | —       | —       | | Palabras del Silencio |
| "Aquí Estoy Yo" (feat. Aleks Syntek, David Bisbal, Noel Schajris)                       | 2008 | —       | 1         | 1             | —       | —       | 9       | —       | —       | —       | —       | —       | | Palabras del Silencio |
| "Llueve por Dentro"                                                                     | 2009 | —       | 33        | 14            | —       | —       | —       | —       | —       | —       | —       | —       | | Palabras del Silencio |
| "Aunque Estés con Él"                                                                   | 2009 | —       | 41        | 17            | —       | —       | —       | —       | —       | —       | —       | —       | | Palabras del Silencio |
| "Gritar"                                                                                | 2011 | —       | 11        | 4             | —       | —       | 24      | —       | —       | —       | —       | —       | | Tierra FIrme          |
| "Respira"                                                                               | 2012 | —       | 13        | 5             | —       | —       | —       | —       | 21      | —       | —       | —       | | Tierra FIrme          |
| "Claridad"                                                                              | 2012 | —       | 30        | 11            | —       | —       | —       | —       | 36      | —       | —       | —       | | Tierra FIrme          |
| "Nuncas Digas Siempre"                                                                  | 2012 | —       | —         | —             | —       | —       | 13      | —       | —       | —       | —       | —       | | Tierra FIrme          |
| "Corazón en la Maleta"                                                                  | 2014 | —       | 21        | 6             | —       | —       | 30      | —       | 35      | —       | —       | —       | | 8                     |
| "Llegaste Tú" (feat. Juan Luis Guerra)                                                  | 2014 | —       | —         | 6             | —       | —       | —       | —       | 28      | —       | —       | —       | | 8                     |
| "Que Quieres de Mí"                                                                     | 2014 | —       | 46        | 23            | —       | —       | —       | —       | —       | —       | —       | —       | | 8                     |
| "Despacito" (feat. Daddy Yankee)                                                        | 2017 | 1       | 1         | 1             | 1       | 1       | 1       | 1       | 1       | 1       | 1       | 1       | - AUS: 4x Platina - AUT: Ouro - BEL: 2x Platina - BRA: Platina - DK: Platina - ESP: 10x Platina - EUA: 55x Platina - FRA: Diamante - GER: 2x Platina - ITA: 9x Platina - MÉX: 5x Platina - SWI: Platina | N/A                   |
| "Échame la Culpa" (com Demi Lovato)                                                     | 2017 | 47      | 3         | —             | 80      | 35      | —       | 6       | —       | 32      | 3       | 46      | - CAN: Ouro - ESP: 2x Platina - EUA: 3x Platina - FRA: Ouro - MÉX: Platina - SWE: Ouro | N/A                   |
| "—" denota lançamentos que não se classificaram ou não foram lançados nesse território. |      |         |           |               |         |         |         |         |         |         |         |         | |                       |

### Como artista convidado
| Single                                                                                  | Ano  | Posição   | Posição       | Posição | Álbum                         |
| Single                                                                                  | Ano  | EUA Latin | EUA Latin Pop | Mex Air | Álbum                         |
| --------------------------------------------------------------------------------------- | ---- | --------- | ------------- | ------- | ----------------------------- |
| "Si No Te Hubiera Conocido" (com Christina Aguilera)                                    | 2000 | 36        | 22            | —       | Mi Reflejo                    |
| "Come As You Are" (com Jaci Velásquez)                                                  | 2000 | —         | —             | —       | Crystal Clear                 |
| "Quién Diria" (com Olga Tañón)                                                          | 2002 | —         | —             | —       | Sobrevivir                    |
| "Perdóname" (com David Bustamante)                                                      | 2003 | —         | —             | —       | Bustamante (Edición Especial) |
| "Amazing" (com Emma Bunton)                                                             | 2004 | —         | —             | —       | Free Me                       |
| "Lamento Borincano" (com José Feliciano)                                                | 2006 | —         | —             | —       | José Feliciano y Amigos       |
| "Historia de un Amor" (com Victor Yturbe)                                               | 2006 | —         | —             | —       | Reunidos por Siempre          |
| "Yo te Quiero (Remix)" (com Wisin & Yendel)                                             | 2007 | —         | —             | —       | Los Vaqueros Wild Wild Mixes  |
| "Noelia" (com vários artistas)                                                          | 2009 | —         | —             | —       | Nino Bravo – 40 Años Con Nino |
| "Mucho Corazón" (com Armando Manzanero)                                                 | 2009 | —         | —             | —       | Ni Antes Ni Después           |
| "Que Cante la Vida" (com vários artistas)                                               | 2010 | —         | —             | —       | N/A                           |
| "Una Oportunidad" (com Daddy Yankee)                                                    | 2010 | —         | —             | —       | N/A                           |
| "Quién Como Tú" (com Lucero)                                                            | 2015 | —         | —             | 32      | N/A                           |
| "Wave Your Flag" (com Afrojack)                                                         | 2017 | —         | —             | —       | N/A                           |
| "—" denota lançamentos que não se classificaram ou não foram lançados nesse território. |      |           |               |         |                               |

### Outros
| Single                                                                                  | Ano  | Posição   | Posição | Posição | Posição | Certificações | Álbum                                 |
| Single                                                                                  | Ano  | EUA Latin | JPN     | MAL     | NZ      | Certificações | Álbum                                 |
| --------------------------------------------------------------------------------------- | ---- | --------- | ------- | ------- | ------- | --- | ------------------------------------- |
| "Nada Es Para Siempre (Reggaeton version)" (feat. Adassa)                               | 2005 | —         | —       | —       | —       | | Exitos Eternos: Remixes               |
| "Estoy Perdido (Don Candiani Reggaeton Remix)" (feat. Taino & Flaco)                    | 2005 | —         | —       | —       | —       | | N/A                                   |
| "Tu Amor (Remix)" (feat. Arcángel)                                                      | 2005 | —         | —       | —       | —       | | Éxitos 98:06 (Deluxe Edition)         |
| "No Me Doy Por Vencido (Urban Remix)" (feat. MJ)                                        | 2008 | —         | —       | —       | —       | | Palabras del Silencio: Un Año Después |
| "No Me Doy Por Vencido (Banda version)" (feat. German Montero)                          | 2008 | —         | —       | —       | —       | | Palabras del Silencio: Un Año Después |
| "Aquí Estoy Yo (Urban Remix)" (feat. Yomo)                                              | 2009 | —         | —       | —       | —       | | N/A                                   |
| "Gritar (Banda version)" (feat. Banda El Recodo)                                        | 2011 | —         | —       | —       | —       | | Tierra Firme (Deluxe Edition)         |
| "Gritar (Remix)" (feat. J Alvarez)                                                      | 2011 | —         | —       | —       | —       | | Tierra Firme (Deluxe Edition)         |
| "Respira (Remix)" (feat. Angel & Khriz)                                                 | 2011 | —         | —       | —       | —       | | N/A                                   |
| "Despacito (Salsa Version)" (feat. Victor Emmanuelle)                                   | 2017 | —         | —       | —       | —       | | N/A                                   |
| "Despacito (Remix)" (feat. Daddy Yankee, Justin Bieber)                                 | 2017 | 1         | 1       | 73      | 1       | - AUS: 4x Platina - BRA: 2x Platina - DK: 3x Platina - GER: Ouro - NZ: 2x Platina - SWE: 7x Platina - UK: 2x Platina | N/A                                   |
| "Despacito (Versión Portugués)" (feat. Israel Novaes)                                   | 2017 | —         | —       | —       | —       | | N/A                                   |
| "—" denota lançamentos que não se classificaram ou não foram lançados nesse território. |      |           |         |         |         | |                                       |

## Álbuns de vídeo
| Título                                 | Informações                                                           | Descrição |
| -------------------------------------- | --------------------------------------------------------------------- | --- |
| Live                                   | - Lançamento: 2004 - Gravadora: Universal Music Latino - Formato: DVD | - Vídeo que mostra uma das apresentações da Abrazar la Vida Tour. |
| Paso a Paso (Deluxe Edition)           | - Lançamento: 2006 - Gravadora: Universal Music Latino - Formato: DVD | - Vídeo que mostra clipes das canções "Nada Es Para Siempre", "Estoy Perdido" e "Por una Mujer", versões acústicas de "Quién te Dijo Eso", "Abrazar la Vida", "Paso a Paso" e "Nada Es Para Siempre", e uma entrevista com Luis Fonsi. |
| Exitos 98:06: Los Videos               | - Lançamento: 2006 - Gravadora: Universal Music Latino - Formato: DVD | - Vídeo que mostra clipes das canções presentes na coletânea Exitos 98:06. |
| Palabras del Silencio (Deluxe Edition) | - Lançamento: 2008 - Gravadora: Universal Music Latino - Formato: DVD | - Vídeo que mostra bastidores da gravação do álbum, da canção "Aquí Estoy Yo", sessões fotográficas e a edição do diretor do clipe "No Me Doy Por Vencido.                                                                             |
| Palabras del Silencio: Un Año Después  | - Lançamento: 2009 - Gravadora: Universal Music Latino - Formato: DVD | - Vídeo que mostra os clipes da canção "Aquí Estoy Yo", e das canções "No Me Doy Por Vencido", "Llueve Por Dentro" e "Aquí Estoy Yo" durante sua apresentação no Coliseu José Miguel Agrelot.                                          |
| 8 (Deluxe Edition)                     | - Lançamento: 2014 - Gravadora: Universal Music Latino - Formato: DVD | - Vídeo que contêm documentário sobre os bastidores da gravação do álbum 8, além do clipe da canção "Corazón en la Maleta" e seu making of.                                                                                            |